# Зовнішні справи
«Зовнішні справи» (с укр. — «Внешние дела»; англ. UA Foreign Affairs) — выходящий с 1941 года украинский общественно-политический журнал.

## История
Журнал был основан в 1941 году, и первоначально носил название «На допомогу агітатору» (с укр. — «На помощь агитатору»). Вышло всего 23 выпуска за 1941 год. В 1941-1943 годах журнал не выходил во время немецкой оккупации Украины. С 1944 года выходил под названием «Блокнот агітатора» (с укр. — «Блокнот агитатора»). С июля 1969 года начал выходить под названием «Під прапором ленінізму» (с укр. — «Под знаменем ленинизма») как орган ЦК Коммунистической партии Украины.
Во времена советской Украины журнал пропагандировал ленинское теоретическое наследие, освещал практику коммунистического строительства в СССР, а также борьбу КПСС за укрепление международного коммунистического движения.
После распада СССР, в 1991 году журнал был переименован в «Політика і час» (с укр. — «Политика и время»), с 2007 года выходит под нынешним названием. Публикует статьи, размышления проведений украинских и зарубежных специалистов в области международной политики. Выходил 12 раз в год, с 2021 года — выходит 6 раз в год. Главный редактор — Ольга Таукач (с 2006).